# Góra Świętej Anny (Wzgórza Włodzickie)
Góra Świętej Anny (na niektórych mapach również Góra Anny, 647 m n.p.m.) – szczyt w południowo-zachodniej Polsce w Sudetach Środkowych, w paśmie Wzgórz Włodzickich. Wzniesienie położone jest w południowej części Nowej Rudy, w północno-środkowej części Wzgórz Włodzickich.

## Opis
Jest to kopulaste wzniesienie, które tworzy razem z Krępcem mały charakterystyczny grzbiet, w kształcie siodła o dość stromych zboczach, z podkreślonymi wierzchołkami wzniesień. Wzniesienie góruje nad Nową Rudą, stanowiąc wyjątkowy punkt widokowy na panoramę okolicy. Na szczycie znajduje się kamienna wieża widokowa z 1911 roku. Poniżej szczytu znajduje się barokowy kościół pw. św. Anny z XVII w. oraz schronisko turystyczne z 1903 roku. Północno-wschodnie zbocze poniżej szczytu porośnięte lasem mieszanym regla dolnego z przewagą drzew liściastych, pozostałe zbocza zajmują łąki i pola uprawne.
Szczyt zaliczany do Odznaki „Korona Nowej Rudy”, inne to:
1. Bogusza 539 m n.p.m.
2. Góra Wszystkich Świętych 648 m n.p.m.
3. Krępiec 645 m n.p.m.
4. Ruda Góra 516 m n.p.m.
5. Sokoli Garb 615 m n.p.m.
6. Wilkowiec 598 m n.p.m.[3]

## Szlaki turystyczne
Przez szczyt przechodzą dwa znakowane szlaki turystyczne:
- na trasie: Kościelec – Góra Wszystkich Świętych – Góra Świętej Anny – Przełęcz pod Krępcem – Nowa Ruda – Pisztyk - Włodzicka Góra – Świerki Dolne – Kompleks Gontowa – Sokolec – Schronisko Sowa – Wielka Sowa,
- z Sarn do Nowej Rudy.